# Retro (album)
Retro is een muziekalbum van Rick Wakeman uit 2006; het kreeg later een vervolg in Retro 2.
Wakeman heeft vanaf het begin van zijn muzikale loopbaan de ontwikkeling meegemaakt van de elektronische toetsinstrumenten. Begonnen met de gammele apparatuur van de jaren 60 en 70 kwam in de jaren 80 en 90 een enorme ontwikkeling die uitmondde in de digitale apparatuur die anno 2010 gewoon is. Bij bespelers vanuit de beginperiode blijft er echter apparatuur achter, die bij sommige artiesten een hang naar het verleden verraadt. Ook nieuwe bespelers willen nog weleens teruggrijpen op de "ouderwetse" apparatuur met al hun nukken. Retro is een album waarop Wakeman toetsinstrumenten bespeelt die gemiddeld 35 jaar oud (2006) waren met een uitschieter naar 25 jaar; eigenlijk terug naar de apparatuur die Wakeman gebruikte in zijn studiowerktijd voor bijvoorbeeld David Bowie en zijn tijd bij Strawbs, gevolgd door de eerste jaren bij Yes en solo (The Six Wives of Henry VIII).

## Musici
- Rick Wakeman – retro-toetsinstrumenten : Hammondorgel M102, Leslie Cabinet, Korg Mono/Poly, Moog Polymoog, Sequential Circuits Prophet 5, Korg electric piano ES50, RMI Electra piano, Mellotron M400, Korg Trident, Mini Moog, Korg Vocoder, Moog Taurus Pedals, Moog Taurus Pedals II with controller, Korg Sigma, Cry Baby Wah Wah Pedal;
- Jemma Wakeman: zang, achtergrondzang
- Ashley Holt: zang
- Dave Colquhoun – gitaar
- Lee Pomeroy – basgitaar
- Tony Fernandez – slagwerk

## Tracklist
| Nr. | Titel                                              | Duur  |
| --- | -------------------------------------------------- | ----- |
| 1.  | Just Another Day                                   | 11:14 |
| 2.  | Mr. Lonely                                         | 3:47  |
| 3.  | One in the Eye                                     | 5:32  |
| 4.  | Men in Suits                                       | 8:05  |
| 5.  | Leave the Blindfold                                | 3:02  |
| 6.  | Waveform                                           | 6:01  |
| 7.  | Retrospective                                      | 6:35  |
| 8.  | Homage to the Doctor (ter ere van Dr. Robert Moog) | 9:04  |
| 9.  | Can you smell burning?                             | 6:30  |
| 10. | The Stalker                                        | 8:45  |